# La señora Parkington
La señora Parkington (Mrs. Parkington) es una película de 1944 como una adaptación de Polly James y Robert Thoeren de la novela de Louis Bromfield, dirigida por Tay Garnett y protagonizada por Greer Garson y Walter Pidgeon.
Garson fue nominado a los Oscars de la Academia en la categoría de la mejor actriz mientras que Agnes Moorehead lo hizo en la categoría de mejor actriz secundaria. 

## Argumento
Susie es una mujer de clase humilde que sólo desea codearse con personas influyentes y formar parte de la alta sociedad. Para ello se casa con Augustus Parkington, comenzando junto a él una dinastía familiar millonaria.
A través de flashbacks, Tay Garnett presenta a una anciana Parkington que recuerda su juventud y su progresivo ascenso en las altas esferas sociales, donde a pesar del dinero y los lujos, también tuvieron protagonismo los escándalos y los enfrentamientos.

## Reparto
- Greer Garson como Susie Parkington.
- Walter Pidgeon como Mayor Augustus Parkington.
- Edward Arnold como Amory Stilham.
- Agnes Moorehead como Baronesa Aspasia Conti.
- Cecil Kellaway como Edward, príncipe de Gales.
- Gladys Cooper como Alice, duquesa de Brancourt.
- Frances Rafferty como Jane Stilham.
- Tom Drake como Ned Talbot.
- Peter Lawford como Lord Thornley.
- Dan Duryea como Jack Stilham.
- Hugh Marlowe como John Marbey.